# Sulpicio Alejandro
Sulpicio Alejandro (lat.: Sulpicius Alexander) fue un historiador romano de la antigüedad tardía que vivió a finales del siglo IV y principios del siglo V, lo que lo sitúa como contemporáneo del saqueo de Roma del 410.
Es muy poco lo que se conoce de él. Redactó una historia con una extensión de cuatro libros de la que se sabe que abarcaba el período hasta la muerte del emperador Valentiniano II (392), aunque se ignora si se extendía hasta el siglo V. La obra se perdió, pero se sabe de ella porque a finales del siglo VI Gregorio de Tours cita un fragmento en su Historia de los francos (II, 9). La Historia de Sulpicio Alejandro constituye, junto con la de Renato Profuturo Frigerido (Renatus Profuturus Frigeridus, s. V), una de las fuentes principales de Gregorio para los antecedentes históricos de los francos, y brinda información importante de la corte de Valentiniano II.
Tanto Sulpicio Alejandro como Frigerido se inscriben dentro de la tradición histórica clásica aún vigente en la Antigüedad Tardía, por lo que la derrota de la expedición romana del año 388 en contra de los francos será narrada conforme al patrón conocido de la clades Variana (derrota epónima del romano Quintilio Varo en Germania Magna, en el año 9). El ejemplo de estos dos autores pone de manifiesto la persistencia de la práctica histórica latina clásica. La continuidad abarcaba también el contenido: la obra de Sulpicio Alejandro continuaba probablemente la historia de Amiano Marcelino a partir del año 378, con el que cerraba este autor su obra Rerum Gestarum.